# Golobrdci
Golobrdci is een plaats in de gemeente Požega in de Kroatische provincie Požega-Slavonië. De plaats telt 397 inwoners (2001).